# Михайлівський монастир (Переяслав)
Михайлівський монастир — визначна архітектурна та історична пам'ятка XVIII–XIX ст. Михайлівська церква була збудована у 1743-1750 роках (раніше вважалося, що у 1646-1666 роках). Це одна із найстаріших будівель Переяслава.

## Історія
На цьому місці у XI ст. існував Михайлівський собор, який був зруйнований при навалі хана Батия у 1239 р. Дослідженнями встановлено, що собор мав розміри 27,6 х 33 м і в плані був близьким за розміром до Софійського собору в Києві. Всередині членувався колонами на 5 нефів. Стіни в інтер'єрі були прикрашені фресками й мозаїкою, шиферними плитами та різнокольоровими полив'яними плитками. Багате убранство доповнювалося прикрасами із золота й срібла, про що згадується в писемних джерелах. Розкопками відкриті прибудови до стін храму, де знаходились усипальниці переяславських князів.
Дерев'яна Михайлівська церква була збудована на місці старого собору у 1646–1666 роках. У 1734 р. церква згоріла. Замість неї у 1743-1750 роках було споруджено нову, цього разу цегляну церкву. Дзвіниця, келії і трапезна, об'єднані в одну споруду, були збудовані у 1747 р. У 1823 р. первісний кам'яний купол Михайлівської церкви був замінений на дерев'яний.
Будівля дзвіниці, келій і трапезної постраждали під час II світової війни. Відреставровано у 1951–1953 роках. В будівлі розташований відділ етнографії історичного музею.

## Михайлівська церква
Споруджена у 1743-1750 роках. Кам'яна, тинькована, в плані близька до тридільного типу. Видовжений прямокутний основний простір перекритий напівциркульним склепінням із розпалубками, до нього примикають гранчасті апсида і бабинець, перекриті зімкнутими склепіннями. Споруда накрита двосхилим дахом. Стіни розчленовані пілястрами, прорізані вікнами, які увінчані фронтончиками з ліпниною. По периметру церква оперезана фризом, прикрашеним керамічними розетками. В інтер'єрі збереглися розписи XVIII–XIX ст., які належать до київської школи живопису.

## Дзвіниця
Споруджена у 1747 році. Дзвіниця, келії і трапезна розташовані на схід від церкви і об'єднані в одну споруду. Будівля цегляна, тинькована, видовжене, прямокутне в плані з напівкруглою проїзною аркою і квадратним ярусом дзвіниці над нею, завершеним шатровим куполом з главкою. Накрита двосхилим дахом, приміщення перекриті циліндричним склепінням з розпалубками над вікнами. Стіни розчленовані пілястрами, оперезані ліпним орнаментальним фризом.

## Галерея

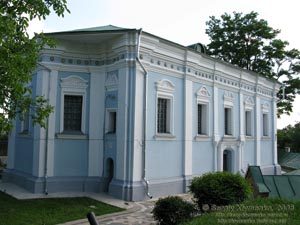
Михайлівська церква
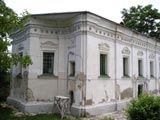
Михайлівська церква до реставрації
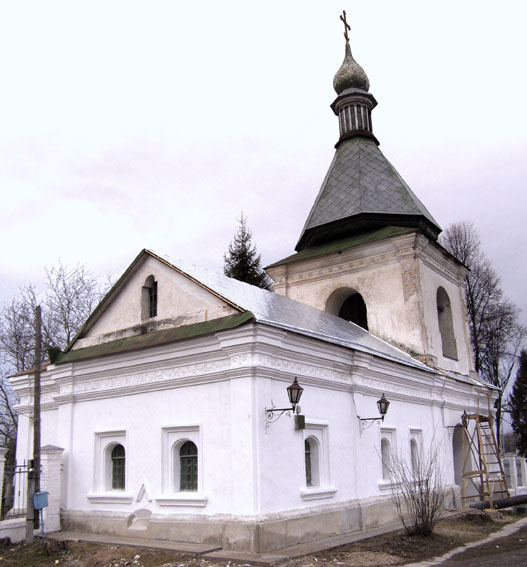
Дзвіниця